# Cessna 411
El Cessna Modelo 411 es un avión ligero bimotor de hélices de los años 1960 fabricado en Estados Unidos por Cessna Aircraft. Fue el avión corporativo más grande de la compañía en el momento de su primer vuelo en 1962, después de un cuatrimotor desarrollado durante los años 1950 que no pasó de la etapa de prototipo.

### Desarrollos relacionados
- Cessna 401 / 402
- Cessna 421